# Agence nationale de prévention de la corruption
L'Agence nationale de prévention de la corruption (en ukrainien : Національне агентство з питань запобігання корупції) ou NACP est une juridiction ukrainienne mise en place en 2016. 
C'est l'un des trois piliers de la lutte anti-corruption en Ukraine avec le Bureau national anticorruption d'Ukraine et le SAPO, bureau spécialisé du Procureur général d'Ukraine elle siège au 28 du boulevard Mykola Mikhnovsky à Kiyv. l'agence tient à jour la liste des commanditaires internationaux de la guerre.

## Direction

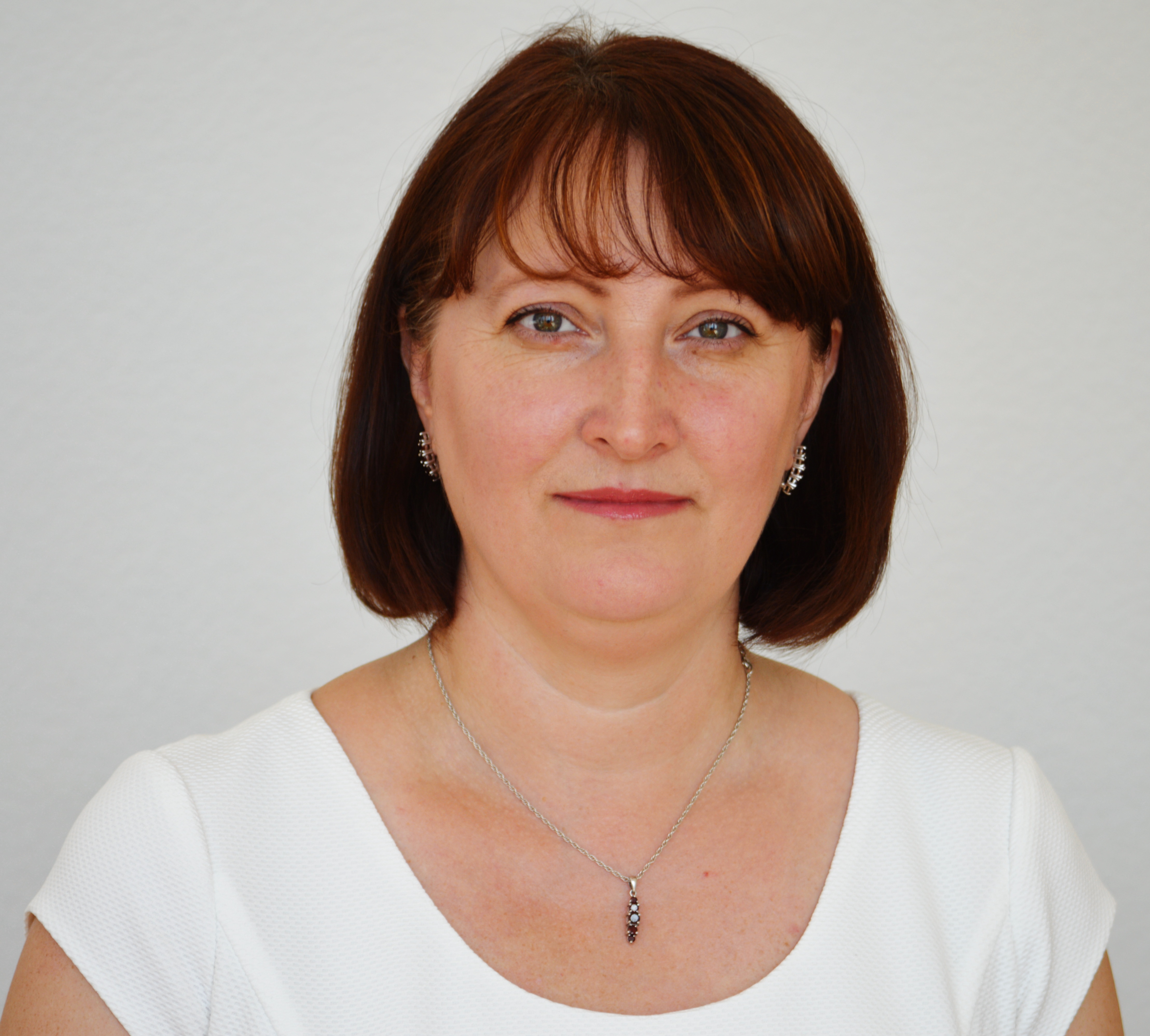
Natalia Kortchak.

De 
- 2015 - 2018 : Natalia Kortchak
- 2019 : Natalia Novak
- depuis 2020 : Oleksandr Novikov[2].

## Personnalités liées
Youliia Chevchenko, morte en service le 30 septembre 2023.